# Cubeatz
Cubeatz (a volte stilizzato CuBeatz) sono un duo di produttori discografici e parolieri tedeschi, composto dai due fratelli gemelli Kevin e Tim Gomringer (Sindelfingen, 15 marzo 1991).

## Storia del gruppo
Kevin e Tim Gomringer sono nati il 15 marzo 1991 a Sindelfingen, in Germania.

## Carriera
Intraprendendo una carriera di produzione discografica dal 2011, sono conosciuti soprattutto per le loro collaborazioni di successo con artisti rap come Future, Gucci Mane, 21 Savage, Lil Uzi Vert, Travis Scott e altri.
Nel 2016, a Cubeatz è stata attribuita la produzione di successi come Summer Sixteen di Drake, That Part di Schoolboy Q e Kanye West, No Shopping di French Montana e Drake e No Heart di 21 Savage e Metro Boomin. Nel 2017, hanno prodotto singoli di alta classifica come Tunnel Vision di Kodak Black, No Frauds di Nicki Minaj, Drake e Lil Wayne e MotorSport di Migos, Nicki Minaj e Cardi B.
Hanno prodotto anche alcune canzoni dell'hip hop italiano, tra cui Upper di Drillionaire, Thasup e Shiva (rapper), I Love It di Anna (rapper) e Artie 5ive e Momenti no di Sfera Ebbasta e Tedua.